# بصمة العين

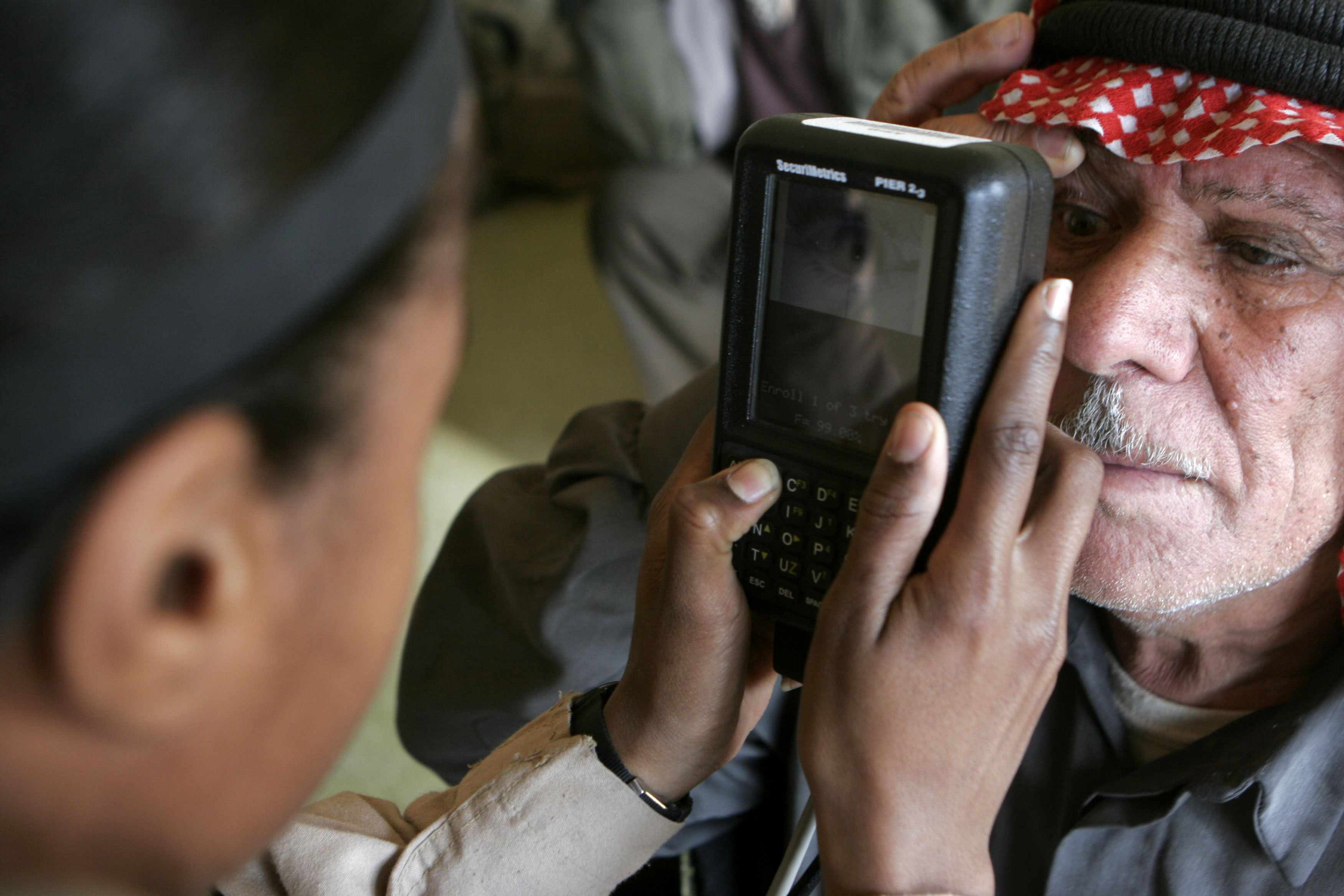
رقيب أمريكي يستخدم تقنية بصمة العين مع أحد أعضاء مجلس نواب بغداد قبل لقائه بأحد شيوخ العشائر.

التعرف على بصمة العين هي أحد فروع علم المقاييس الحيوية التي تعتمد على تقنية عالية الجودة لتمييز حدقة أعين الأشخاص.
بصمة قزحية العين التي هي في الوقت الحاضر تعد من أفضل الطرق الأمنية للتأكد من هوية الأشخاص حيث إنها تعتبر الأسهل تطبيقاً على الأشخاص من بين أنواع البصمات الأخرى، وذلك لعدم علم أو حتى شعور الشخص أنه يتم قراءة بصمة عينه بواسطة كاميرات الفيديو ذات الدقة العالية التي تستخدم لقراءة البصمة، للعين بصمة حيث لا يوجد عينان متشابهتان في كل شيء، حيث يتم أخذ بصمة العين عن طريق النظر في عدسة الجهاز الذي يقوم بدوره بالتقاط صورة لشبكية العين، وعند الاشتباه في أي شخص يتم التأكد عن طريق الضغط على زر معين بالجهاز فتتم مقارنة صورته بالصورة المختزنة في ذاكرة الجهاز، ولا يزيد وقت هذه العملية عن ثانية ونصف، وقد وجد العلماء أنه لا يمكن لعينيك أن تتشابه مع عيني شخص آخر يعيش في دولة أخرى لأنه يوجد 50 عاملاً يحدد شكل بصمة العين ويجعل منها بطاقة شخصية متميزة ومتفردة، وقد أكد العلماء أنه من المستحيل أن تتشابه عينان تشابهاً تاماً حتى ولو اشتركتا في أكثر من خاصية تقارب.

## التاريخ
على الرغم من أن جون دوغمان قام بتطوير وبراءة اختراع أول خوارزميات فعلية من أجل التعرف على قزحية العين، ونشر أول الأوراق عنه، وقدم أول عروض حية، والمفهوم وراء هذا الاختراع له تاريخ أطول بكثير واليوم يستفيد من العديد من المساهمين العلميين النشطين الآخرين. في كتاب عام 1953 السريري، كتب ه. أدلر: "في الواقع، علامات القزحية مميزة جدا بحيث تم اقتراح استخدام الصور كوسيلة لتحديد الهوية، بدلا من بصمات الأصابع". وأشار أدلر إلى تعليقات طبيب العيون البريطاني J.H. (3)، الذي كتب في عام 1949 ما يلي: "كما أن كل إنسان له بصمات مختلفة، فإن العمارة الدقيقة للقزحية تظهر اختلافات في كل موضوع تم فحصه [معالمه] تمثل سلسلة من العوامل المتغيرة التي يمكن تبريرها والتوليفات لا نهائية تقريبا ". وفي وقت لاحق من الثمانينيات، تمكن اثنان من أطباء العيون الأمريكيين، فلوم و A. صافير من الحصول على براءة اختراع أدلر ودوجارت القائلة بأن القزحية يمكن أن تكون معرفا إنسانيا، ولكن لم يكن لديهم خوارزمية فعلية أو تنفيذ لأداء ذلك، وبقيت براءاتهم خاطئة. جذور هذا التخمين تمتد إلى أبعد من ذلك: في عام 1892 كان الفرنسيون أ. بيرتيلون توثيق الفروق الدقيقة في "تابلو دي l'أيرس همين". عرافة من كل أنواع الأشياء على أساس أنماط القزحية يعود إلى مصر القديمة، إلى الكالديا في بابل، وإلى اليونان القديمة، كما هو موثق في النقوش الحجرية، والقطع الأثرية السيراميك رسمت، وكتابات أبقراط. (القزحية العرافة مستمرة اليوم، و "إريدولوجي").
إن الفكرة النظرية الأساسية في خوارزميات دوغمان هي أن فشل اختبار الاستقلالية الإحصائية يمكن أن يكون أساسا قويا جدا للتعرف على الأنماط، إذا كان هناك درجة عالية من الإنتروبيا (درجات كافية من الحرية للتغير العشوائي) بين عينات من فئات مختلفة. في عام 1994 حصل على براءة اختراع هذا الأساس للتعرف على قزحية العين وخوارزميات الرؤية الحاسوبية الكامنة وراء معالجة الصور، واستخراج ميزة، والمطابقة، ونشرها في ورقة. [4] أصبحت هذه الخوارزميات مرخصة على نطاق واسع من خلال سلسلة من الشركات: إريسكان (وهي شركة ناشئة أسسها فلوم، سفير، ودوغمان)، إريديان، سارنوف، سينزار، إل جي إيريس، باناسونيك، أوكي، BI2، إريسغوارد، ونيسيس، ساجيم، إنسشيد، سيكوريتريكس و L-1، المملوكة الآن من قبل شركة مورفو الفرنسية.
مع العديد من التحسينات على مر السنين، لا تزال هذه الخوارزميات اليوم أساس جميع النشرات العامة الهامة من التعرف على قزحية العين، وهم على الدوام أفضل أداء في نيست الاختبارات (التطبيقات المقدمة من L-1، مورفوترست ومورفو، الذي دوجمان بمثابة كبير العلماء للتعرف على قزحية العين). ولكن الأبحاث حول العديد من جوانب هذه التكنولوجيا وبطرق بديلة قد انفجرت، واليوم هناك تنامي سريع الأدب الأكاديمي على البصريات، الضوئيات، أجهزة الاستشعار، علم الأحياء، علم الوراثة، بيئة العمل، واجهات، نظرية القرار، الترميز، ضغط، بروتوكول، الأمن، والجوانب الرياضية والأجهزة من هذه التكنولوجيا.
وكانت معظم عمليات النشر الرئيسية لهذه الخوارزميات في المطارات، بدلا من عرض جواز السفر، وفحص الأمن باستخدام قوائم المراقبة. في السنوات الأولى من هذا القرن، بدأت عمليات النشر الرئيسية في مطار شيفول في أمستردام وفي عشر محطات مطار المملكة المتحدة مما يسمح للمسافرين بشكل متكرر لتقديم قزحية بهم بدلا من جواز سفرهم، في برنامج يسمى أيرس: إيريس الاعتراف نظام الهجرة. توجد أنظمة مماثلة على طول الحدود الأمريكية / الكندية، وغيرها الكثير. وفي الإمارات العربية المتحدة، تنشر جميع هذه الجواريث الجوية والبرية والموانئ ال 32 جميع الأشخاص الذين يدخلون الإمارات العربية المتحدة الذين يحتاجون إلى تأشيرة دخول. ولأن قائمة المراقبة الكبيرة التي تم تجميعها بين دول مجلس التعاون الخليجي يتم تفتيشها بشكل شامل في كل مرة، ارتفع عدد المقارنات عبر القزحية إلى 62 تريليون في 10 سنوات. وحكومة الهند تسجل رموز القزحية (وكذلك بصمات الأصابع) لجميع المواطنين البالغ عددهم 1.2 بليون نسمة في غضون ثلاث سنوات من أجل تحديد الهوية الوطنية ومنع الاحتيال في توزيع الاستحقاقات. واعتبارا من نيسان / أبريل 2016، سجلت هيئة الهوية الفريدة للهند أكثر من بليون شخص في هذا البرنامج البيومتري. القزحية هي واحدة من ثلاثة تقنيات تحديد الهوية البيولوجية التي تم توحيدها دوليا منذ عام 2006 من قبل منظمة الطيران المدني الدولي لاستخدامها في جوازات السفر الإلكترونية (وهما الآخران بصمات الأصابع والاعتراف بالوجه).
فكرة استخدام رسومات الحدقة للتعرف الشخصي سجلت بوضوح في كتاب ل (جيمس دوجارت) عام 1949، بل ربما تكون قد ذكرت عام 1936بواسطة طبيب العيون فرانك بورخ
وبحلول الثمانينيات، ظهرت الفكرة مجددا في أفلام جيمس بوند السينمائية، ولكنها ظلت في نطاق الخيال العلمي، وذلك حتى عام 1987، حينما سجلت الفكرة رسميا من قبل طبيبي العيون الأمريكيين: (آران سافير، ولينارد فلوم ) ، واللذان طلبا من ( جون دوجمان ) العالم الإنجليزي، والمدرس بجامعة هارفارد. محاولة ابتكار لوغاريتمات خاصة ل (المسح الحدقي)، وبالفعل، بعد عدة سنوات تمكن دوجمان من تسجيل ابتكاره عام 1994.وأسس العلماء الثلاثة مؤسسة (آيريسكان) "Iriscan" عام 1995للعناية بهذه التكنولوجيا الوليدة، وقد تفرعت منها مؤسسة (التكنولوجيا الحدقية) Iridian Tec. 2000، وهي الشركة الرائدة الآن في التطوير والأبحاث والتسويق الخاص ب (المسح الحدقي). ومن أشهر وأدق الأجهزة في هذا المجال، تلك التي تخص شركتي: (باناسونيك)، و(إل جي)، وقد طبقت هذه التكنولوجيا في البنوك منذ عام 97في: إنجلترا، اليابان، أمريكا، وألمانيا، وبدأت المطارات أيضا في تطبيقها على موظفيها ومسافريها الدائمين منذ ذلك الحين.
بصمة قزحية العين هي الطبقات المكونة للعين سواء طبقات القرنية أو القزحية أو الحدقة، وبصمة القزحية هي مجموعة الثقوب والشقوق التي يتركز بعضها حول حدقة العين، وهي تختلف من شخصٍ إلى آخر من حيث العدد والشكل بل وحتى المسافة فيما بينها، إضافة إلى أن الصبغات الملونة للقزحية تختلف من شخصٍ لآخر حتى وإن اشتركا في درجة اللون، وذلك لأن هناك فروقاً كبيرة داخل اللون نفسه مما يشكل البصمة المميزة والمتفردة للعين.
لا علاقة للون القزحية ببصمة العين حيث تكون الصور الملتقطة باللون الرمادي من خلال الإنارة تحت الحمراء وبوجود مرشح Filter لعزل كافة الألوان الطبيعية والإبقاء على الألوان ذات الترددات ما بين 700-900 نانومتر فقط ولذلك تكون الصورة رمادية اللون.

## تشخيص بصمة العين
يمكن رؤية بصمة العين عن طريق جهاز يسمى المصباح الشقي، والذي يستخدمه أطباء العيون، حيث إنه يصدر حزمة ضوئية تخترق العين بصورة مائلة لمعرفة الطبقات المكونة للعين، ويمكن لهذا الجهاز تكبير بصمة العين 300مرة بل ورؤية القزحية الملونة، ومجمل التفاصيل التي يراها الطبيب مكبرة على الشاشة التليفزيونية هي البصمة التي تميز عين شخص عن آخر.
كيفية علم نظام قارئ بصمة قزحية العين يتم التقاط الصور حيث تخزن كمصفوفة arrays طول الصورة يكون أعمدة وعرضها يكون صفوفاً حيث إنها تحتوي على خصائص تتم معالجتها حتى تخرج ب 512بايت
وهي ما يسمى "templates" ثم يتم مقارنة templates مع بعضها للحصول على النتيجة حسب الصفاتfeatures الموجودة بها و بalgorithm دوجمان والمعروفة
بImage Processingس".
بعد ذلك يتم جلب المعلومات الخاصة من قاعدة البيانات Data Base للبصمة المطابقة للبصمة المقروءة حسب احتياجات النظام وعرضها.

## أهمية بصمة العين
تكمن أهمية بصمة العين أنها أكثر دقة ومرونة في التعرف على الأشخاص فنجد أنه في مطار بوسطن - على سبيل المثال - يقوم الآن العاملون والركاب بتسجيل بياناتهم وبصمات حدقاتهم، وقد مر مطارا بوش ولويزيانا بتجربة لمدة 90 يوماً، بتكلفة تقدر ب 5 ملايين دولار، لتطبيق هذه التكنولوجيا.
أيضاً تستعد خمسة مطارات إنجليزية - في خطة خماسية - لإدخال (بصمة الحدقة) إلى (أنظمة الهجرة)، في بلد يمر خلال مطاراته 90 مليون شخص سنويا.
كما أن مطارات أمستردام بهولندا، وفرانكفورت بألمانيا، ومطارات كندا، بل ومطارات الإمارات العربية المتحدة، كلها سوف تستخدم (بصمة الحدقة)، وتطبق وزارات الدفاع والآثار في أمريكا والبريد البريطاني هذه التكنولوجيا الجديدة، كذلك لا يخفى علينا أن دولة الإمارات من أوائل الدول العربية التي استفادت من هذة التقنية في أنظمتها الأمنية حيث تمكنت الأجهزة الأمنية ومن خلال نظام بصمة العين في المطارات من ضبط أكثر من 52ألف مخالف لقانون الإقامة، و كذلك في المملكة العربية السعودية بدأ مركز المعلومات الوطني التابع لوزارة الداخلية بمراحل التنفيذ لمشروع التعرف على الهوية الوطنية والذي من أهدافه الرئيسية قاعدة بيانات تحتوي جميع بصمات المواطنين والمقيمين وكل من دخل المملكة العربية السعودية بجميع أنواعها حيث بدئ التقاط البصمات في بعض منافذ الحدود. حيث إنه سوف يعمم على جميع منافذ الحدود كي لايستطيع أي زائر العبور إلى داخل المملكة إلا بعد أخذ بصماته. كذلك سيتم التقاط بصمات جميع المواطنين عن طريق تجديد أو إصدار بطاقة الهوية الوطنية الذكية.

## تطبيقات بصمة العين
منذ إطلاق البروفسيور جون دوغمان (جامعة كامبريدج البريطانية) لخوازميات بصمة العين بأواخر القرن العشرين كانت أشهر التطبيقات متعلقة بأنظمة الدخول والخروج للأبواب والتي كانت (ولا تزال) شركة إل جي الكورية الجنوبية السباقة في ذلك المجال. نافستها شركة باناسونيك لفترة قصيرة إلا أنها خرجت من مجال بصمة العين وكذلك كان حال شركة أوكي اليابانية هي الأخرى.
قادت شركة أيريس جارد التطبيقات الميدانية الكبيرة في العام 2001 يتطبيق بصمة العين في كافة الحدود البرية والبحرية والجوية في دولة الإمارات العربية المتحدة بدعم من سمو الشيخ سيف بن زايد أل نهيان ليكون هذا التطبيق أول تطبيق لنظام بصمة العين في كافة الحدود في العالم. عمل النظام على كشف مئات الألوف (650 ألف) حالة محاولة العودة لأجانب تم إبعادهم سابقا بعد تغييرهم لبيانات جواز السفر في بلادهم للعودة بالتحايل على اوامر الإبعاد. عمل هذا النظام لمدة 11 عاما متواصلة وتم تبديله بنظام من شركة ساجيم (مورفو) الفرنسية ولا يزال النظام عاملا لليوم (2017) ويستخدم نفس القزحيات التي تم أدخالها منذ 17 عاما مما يثبت اعتمادية بصمة العين مدى حياة الشخص وانها لا تتأثر بتقدم السن.